# Sepsikőröspatak
Sepsikőröspatak (románul Valea Crișului) falu Romániában, Kovászna megyében, Sepsiszentgyörgytől 10 km-re északkeletre a Körös-patak völgyében. Kálnok tartozik hozzá.

## Története
1332-ben Kemuspatak néven említik először. A falu feletti Fenyő-tetőn 11 – 12. századi tojásdad alakú, sánccal övezett favár maradványai láthatók. Orbán Balázs szerint ez volt a  Kálnoky család ősi fészke, innen költöztek le a faluba a 17. században. A hagyomány a vár alatti Nagykertben is egykori várat feltételez, melyet a Körös-patak folyt körül. Innen ered a falu neve. A reformáció idején a falu nagy része előbb református, később unitárius vallású lett. Ez időben a katolikusok a Kálnoky család 1426-ban épített kápolnáját használták, a reformátusok pedig külön templomot kaptak, amely 1703-ban leégett, de 1773-ban újjáépítették. A régi templomot 1781-ben kapják vissza a katolikusok. 1645-ben már a faluban állt Kálnoki István udvarháza, köréje 1646-ban kőfalat építettek. A török csapatok felégették, de 1670-ben újraépítették 1752-ben és a 19. században átalakították. Kápolnáját ma nem használják.
1910-ben a településnek 1277 lakosa volt. A trianoni békeszerződésig Háromszék vármegye Sepsi járásához tartozott. 1992-ben 1538 lakosából 1524 magyar és 14 román volt.

## Látnivalók

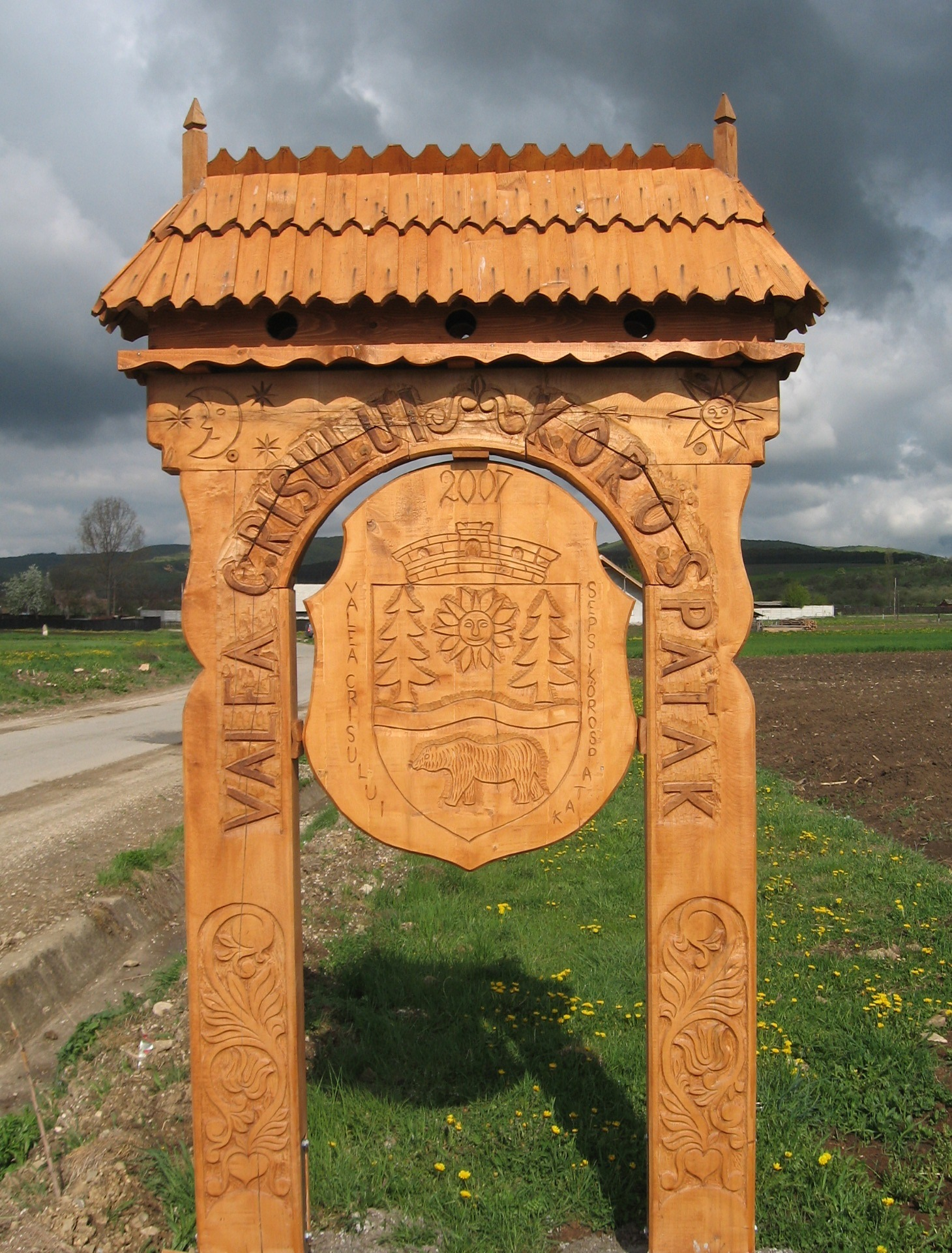
Falukapu

- Római katolikus temploma a 14. században épült, 1788-ban javították, majd 1859 és 1869 között csaknem teljesen újjáépítették. 1890-ben 14. századi freskókat fedeztek fel falain, a 12 apostolt ábrázolja (?). A Királyok imádása jelenet a javítások során megsemmisült. Késő barokk, messzire ellátszó harangtornyában egy 1512-ben készült 3 mázsás harang van.
- Református templom, 1820-ban épült. Belsejében Nagy Béla helybeli tanító és bútorfestő mester által, 1971–73 között készített, illetve festett ornamentikás pad- és karzatelőkékben gyönyörködhetünk.

- Kálnoky-kastély – A gróf Kálnoky család ősi kastélya. A 17. század derekán épült régi reneszánsz kastély többszöri átalakítás eredménye. Jelenleg leromlott állapotban van, mellette kápolna állt, faragott kő ajtókeretét feltehetőleg innen építették be a mai római-katolikus templom udvarán álló Kálnoky-kriptába 1884-ben, a keretet Kálnoky István és felesége Lázár Erzsi készíttette 1685-ben.
- A falutól 1 km-re északkeletre 15. századi kápolna romjai állnak. A vártemplom a tatárjárás következtében elpusztult. Eredetéről nem alakítottak ki végleges véleményt. Veres barátok temploma néven emlegetik.

## Híres emberek
Sepsikőröspatak több jeles szülöttével büszkélkedhetik. A Kálnoky család több neves tagja született itt.
- Itt született a 19. század végének hírneves erdőmérnöke, Bedő Albert 1839. december 31-én. (Meghalt: 1918. október 20.)
- Idevaló családból származott kőröspataki Bedő János a 17. század neves históriás énekszerzője, verses krónikákat írt a század derekán zajló török–tatár dúlásokról.
- Ehhez a vidékhez kötődnek a székely humor igazi mesterei, a Sáska sógor című könyv szerzője, Id. Imreh Lajos (1873–1954) anekdotagyűjtő és tréfamondó, és Kálnok szülötte, a színművész Hosszú Zoltán (1897–1944).
- Itt született és halt meg ifj. Imreh Lajos (1917–1999) pedagógus, néprajzkutató.
- Itt született Mészely József tanító, költő (1956. március 1.)

## Testvérvárosok
- Gárdony, Magyarország
- Mezőtúr, Magyarország

## Képek

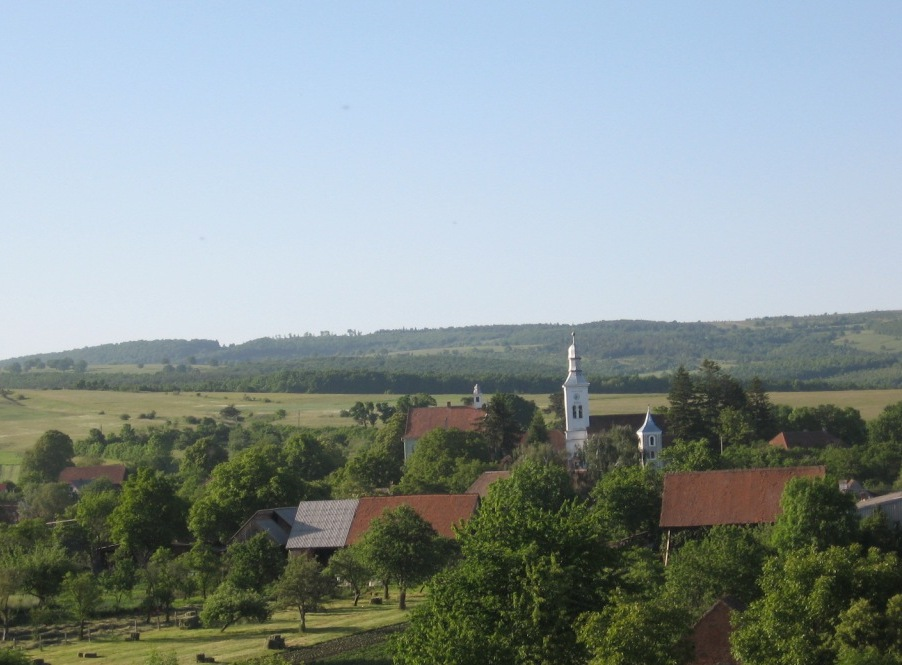
Panoráma
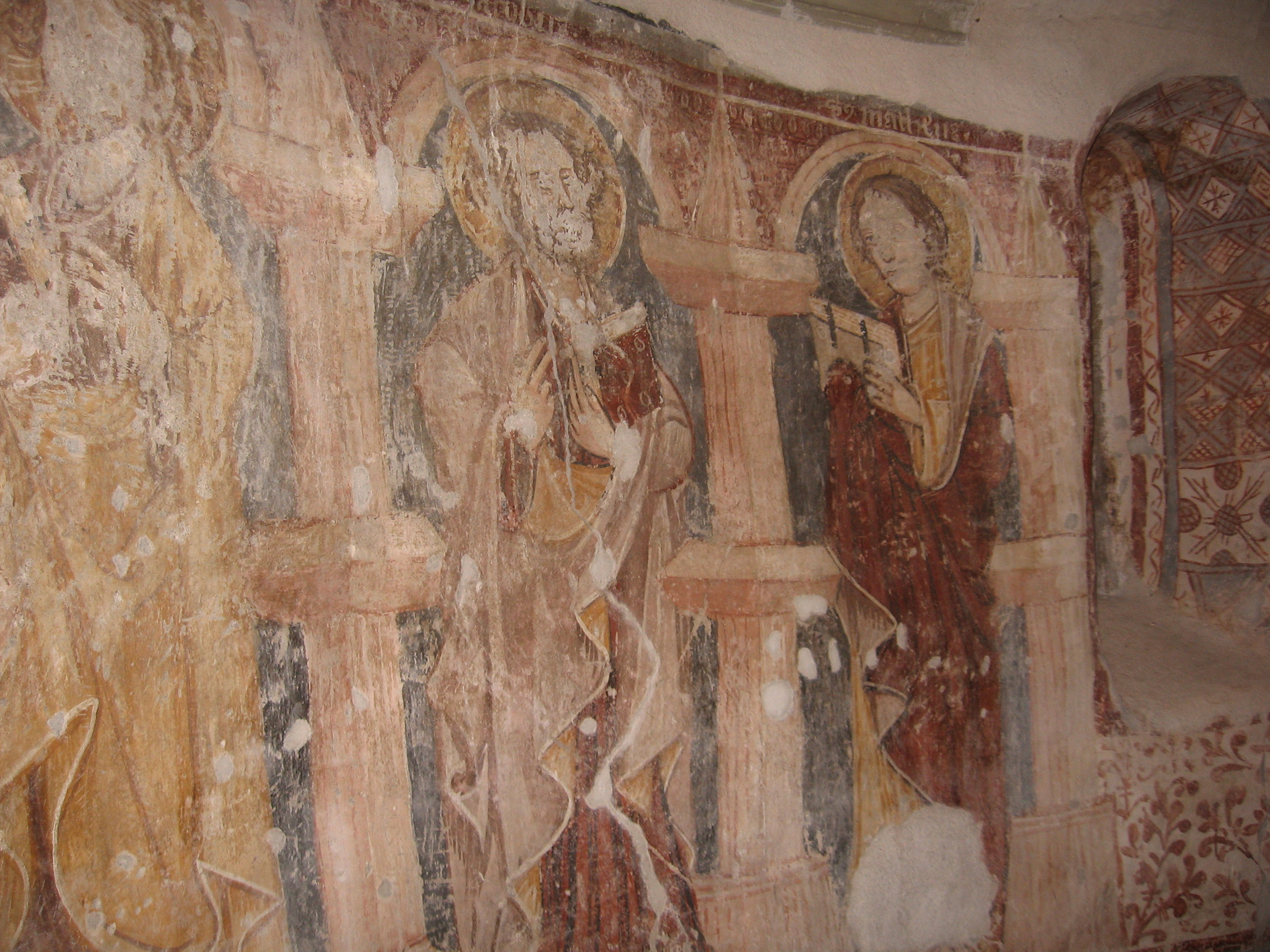
Evangelisták – freskórészlet
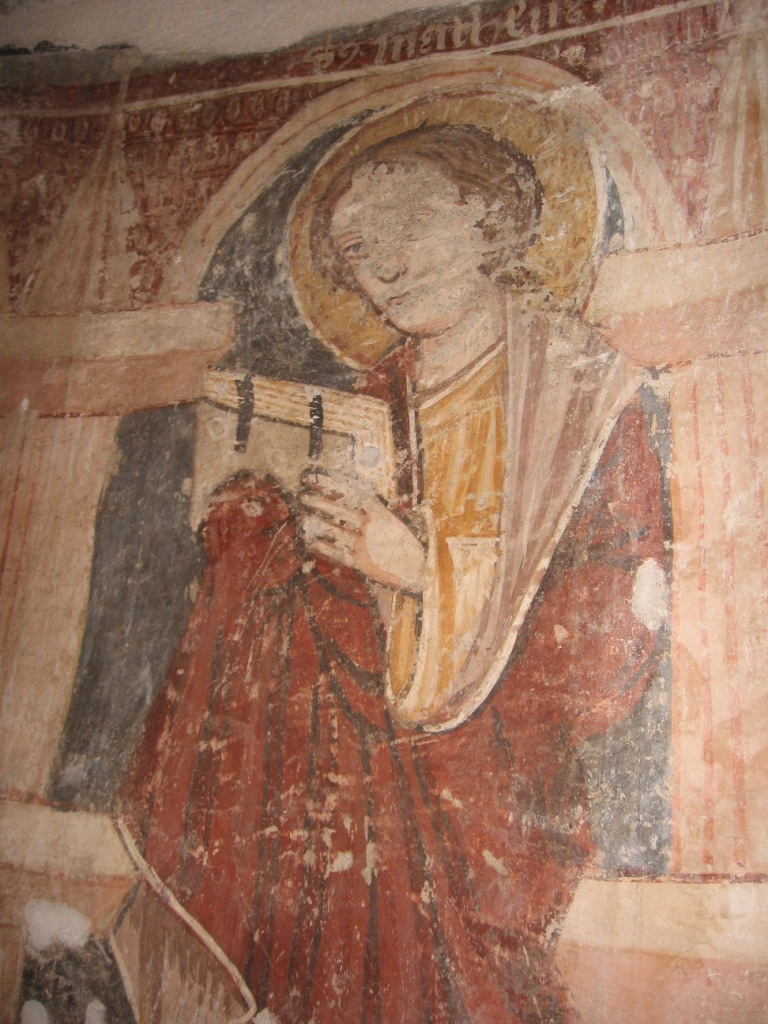
Máté apostol
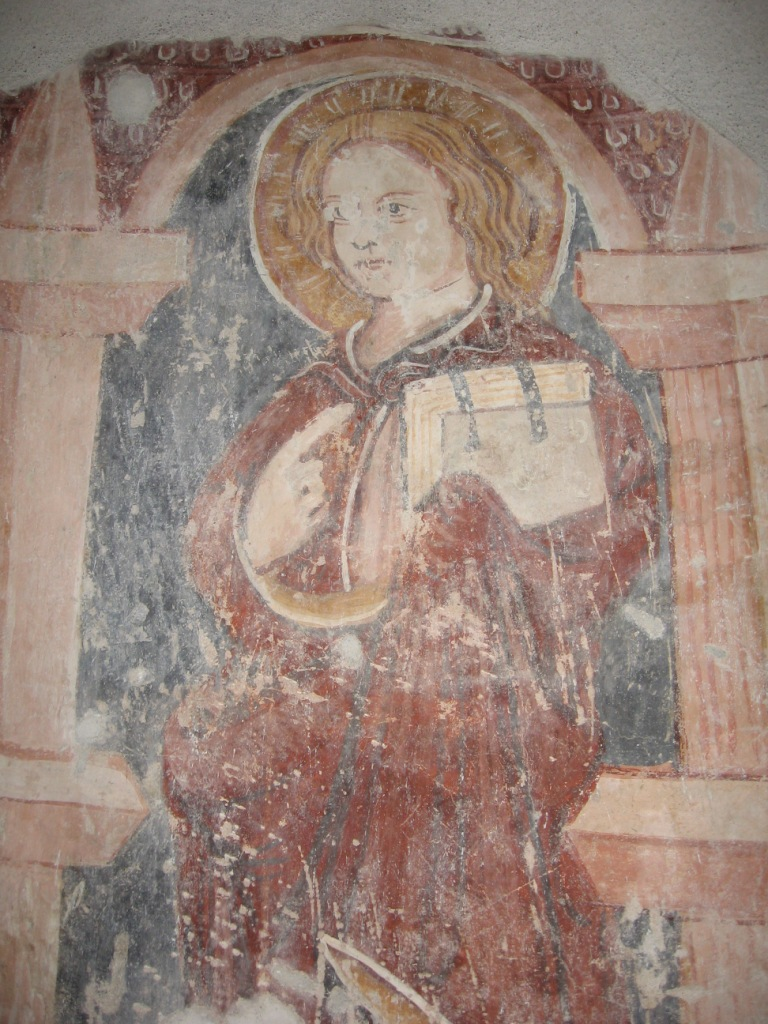
Freskórészlet
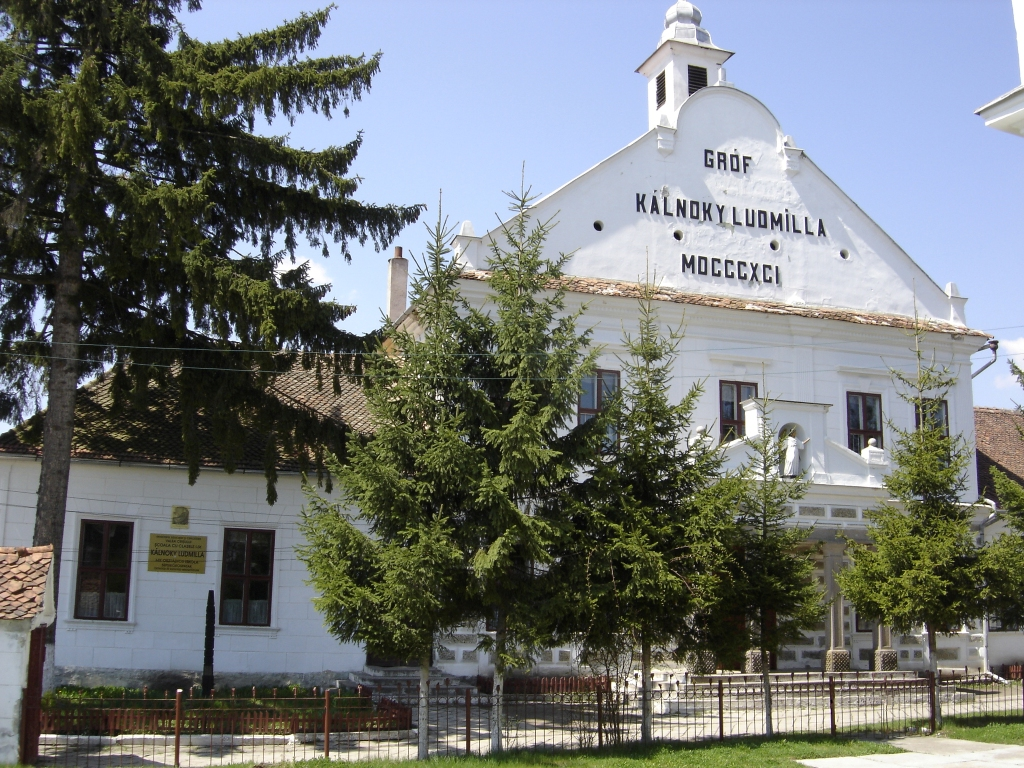
Kálnoky Ludmilla-iskola
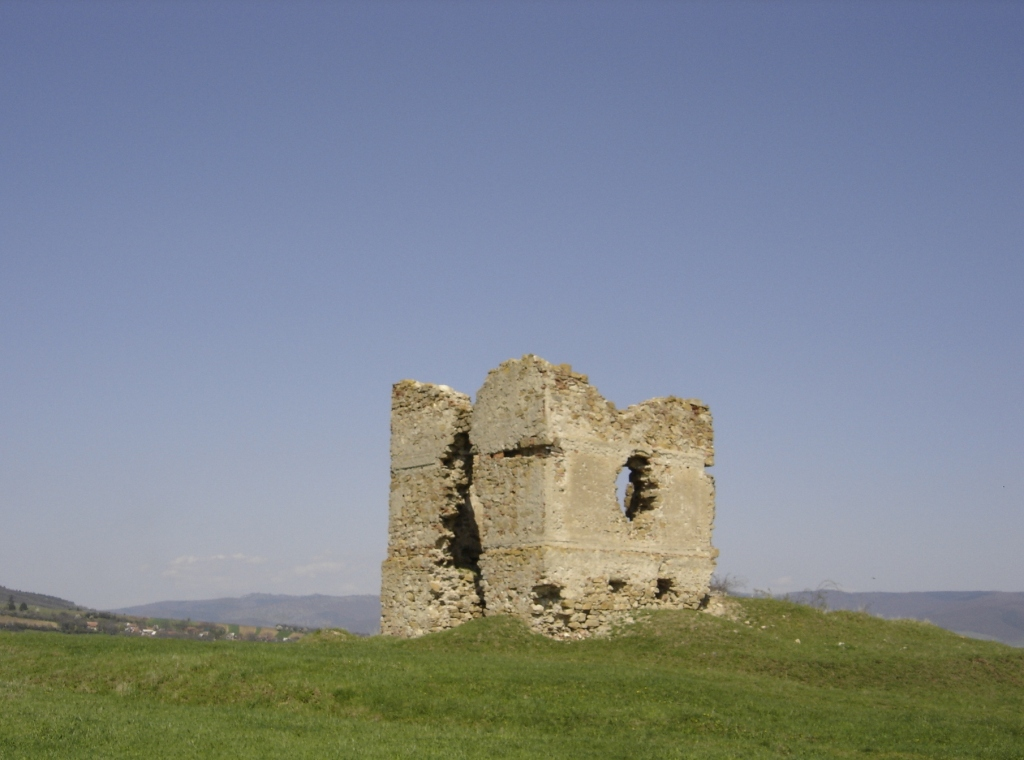
Kápolnarom
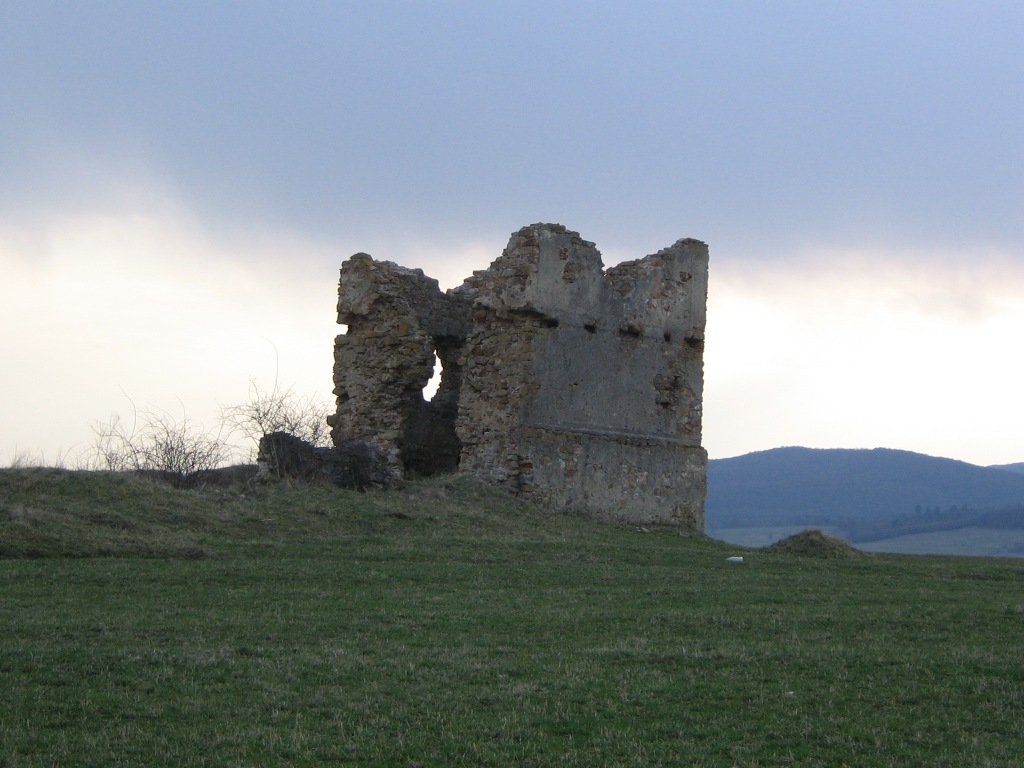
Kápolnarom
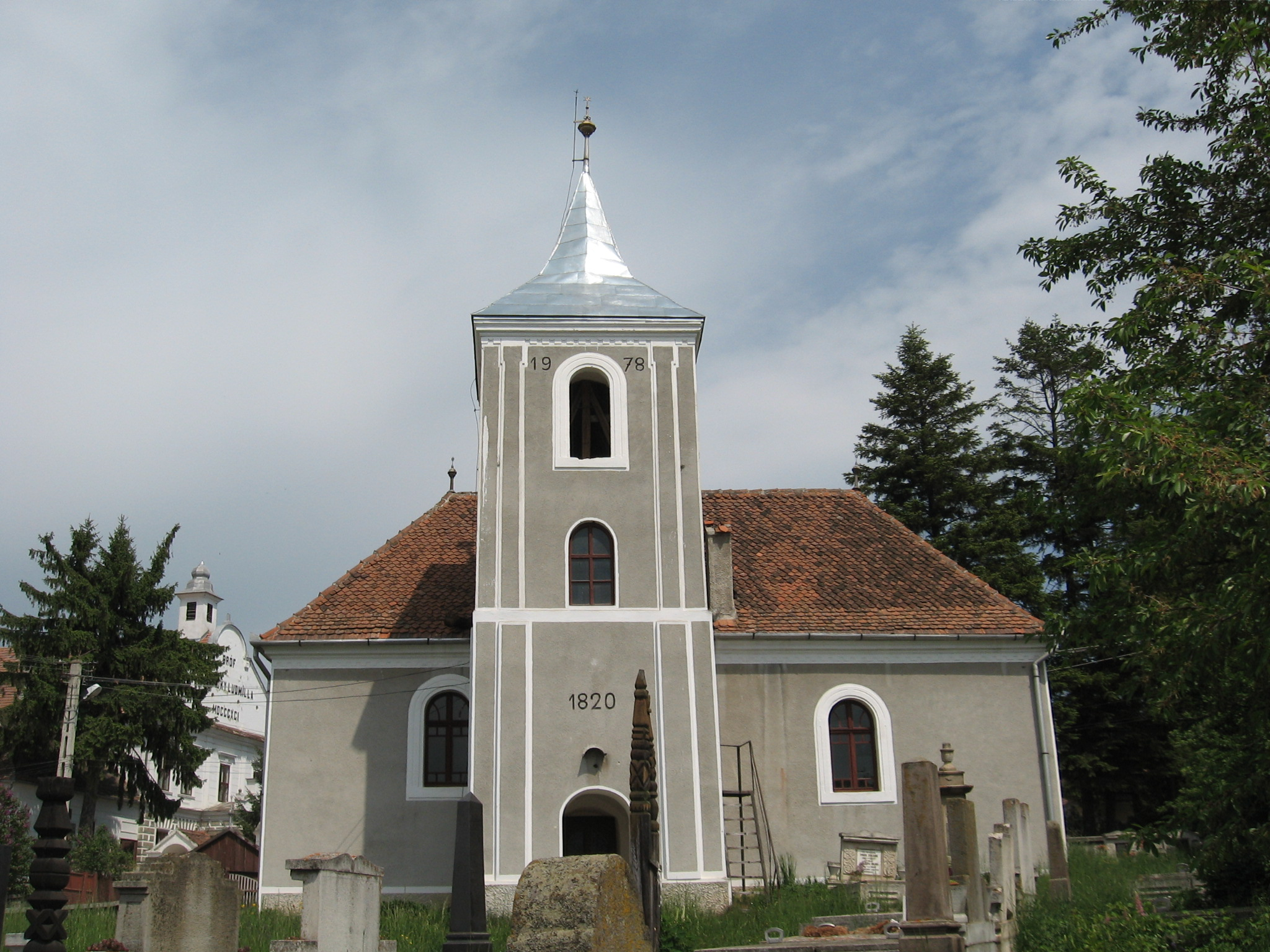
Református templom
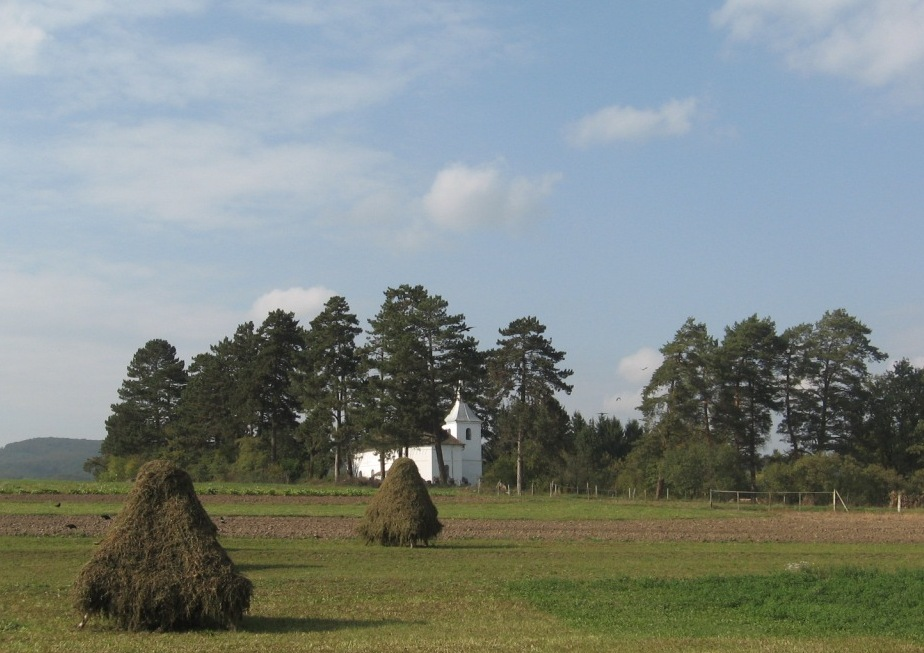
Unitárius templom
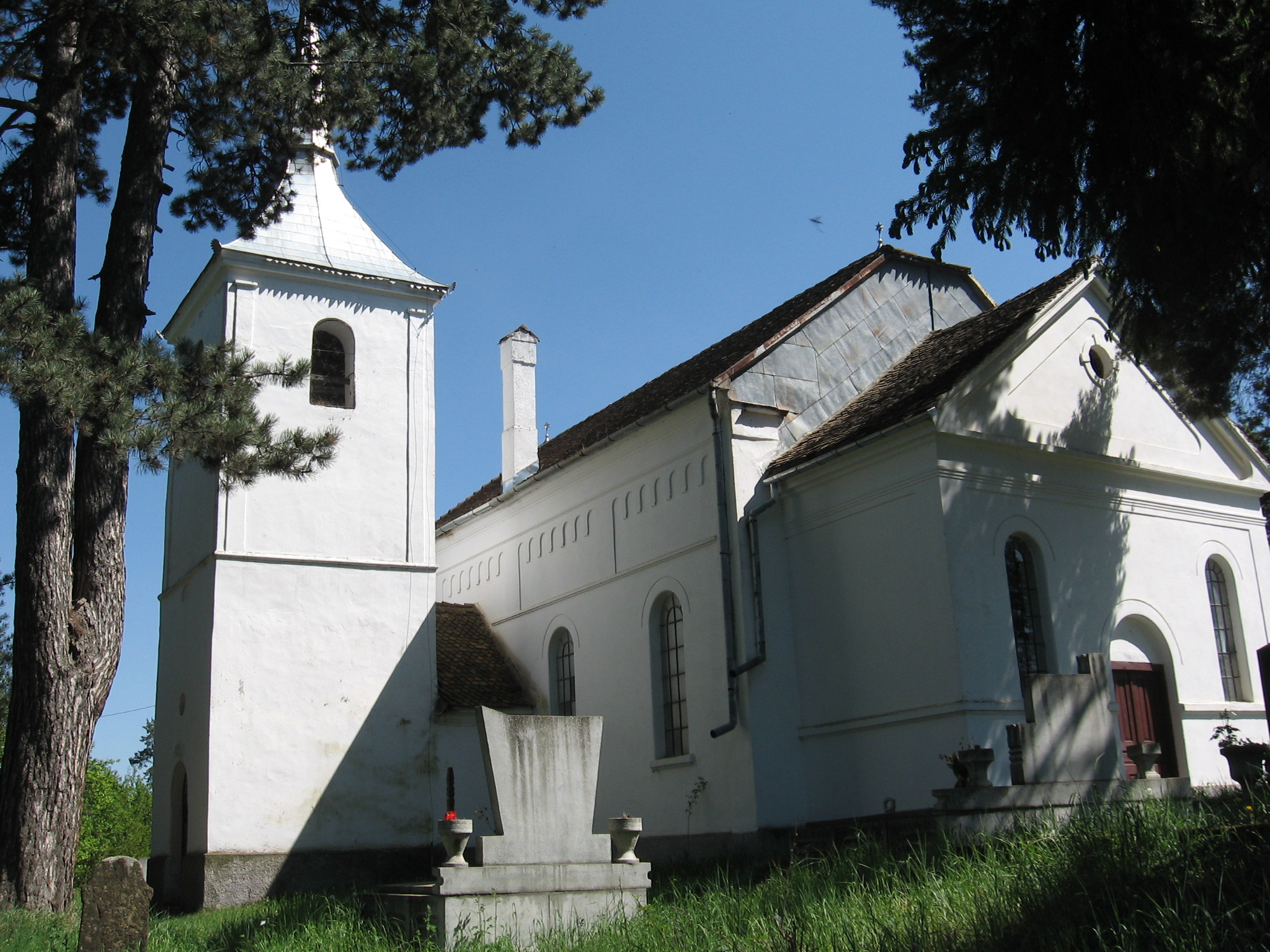
Unitárius templom, nyugati oldal
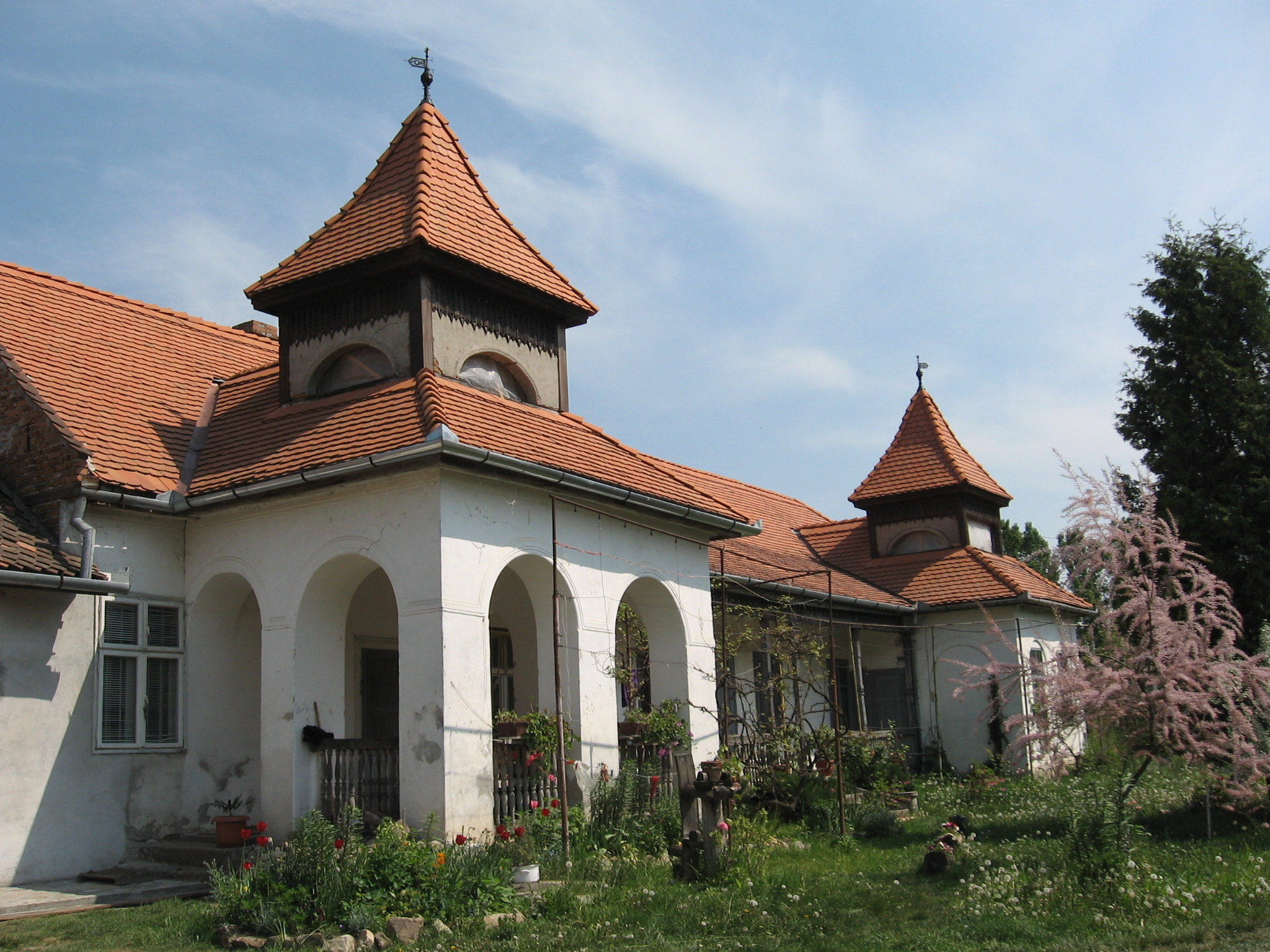
Családi ház